# Wachtang Murwanidze
Wachtang Murwanidze (gruz. ვახტანგ მურვანიძე, ur. 13 października 1979 w Tbilisi) – gruziński łyżwiarz figurowy, wielokrotny mistrz swojego kraju.
Podczas Zimowych Igrzysk Olimpijskich 2002 w Salt Lake City zajął 17. miejsce.
4 lata później na Zimowych Igrzyskach Olimpijskich 2006 w Turynie zajął 28. miejsce. Podczas tych igrzysk był chorążym.